# 邑久町
邑久町（おくちょう）は、岡山県の南東部に存在した町である。2004年11月1日に、隣の牛窓町、長船町と合併して瀬戸内市（せとうちし）として市制を施行した。ただし、長船町と隣接していた自治体の1つに瀬戸町が有ったものの、瀬戸町とは合併しなかった。合併後の邑久町域内は「瀬戸内市邑久町」と表記されるようになった。なお、この合併に伴って市に変わったため、邑久郡が消滅した。なお旧・邑久町役場は、合併後は瀬戸内市役所本庁として利用された。

## 歴史
- 1889年（明治22年）6月1日 - 町村制施行により邑久村、福田村、今城村、本庄村、笠加村、玉津村、裳掛村が成立。
- 1952年（昭和27年）4月1日 - 邑久村、福田村、今城村、豊原村、本庄村、笠加村が合併して、邑久町が成立。
- 1954年（昭和29年）1月1日 - 玉津村を編入。
- 1958年（昭和33年）4月1日 - 裳掛村を編入。
- 1996年（平成8年） - 日本で初めてO157の感染者が発生し、小学生2人が死亡した。これ以降、日本国内でO157の感染者や、それに伴う死者が出ていった。
- 2004年（平成16年）11月1日 - 牛窓町、長船町と合併し、瀬戸内市が成立。

## 地理
邑久町は岡山県の南東部に位置していた自治体であり、瀬戸内海に面しており、幾つかの島も町域であった。北は虫明湾の付近から、南は錦海湾の埋め立て地の途中までが、本州の町域の海岸であった。また、邑久町の町域は東西に長く、吉井川の下流部の一部も岡山市との行政境界であった。鉄道路線の赤穂線は、吉井川の近くを通っており、大富駅の先で吉井川を渡り、町域外へ出て行っていた。邑久町の役場は、赤穂線の邑久駅の近くに有った。つまり、邑久町の役場は、町域内の西端付近に置かれていた。

### 河川
- 吉井川 - 岡山市との行政境界であった。
- 千町川 - 邑久町内を概ね東から西へ向けて流れ、岡山市の市域に入ってから、吉井川へ合流していた。

### 島嶼部
- 長島 - ただし、本州とは虫明湾の付近で架橋された島である。
- 木島

### 山
- 四辻山 - 長船町や備前市との行政境界であった。

### 地名
邑久町に続いて、以下の字が存在した。この字は、合併後も「邑久町」を冠して使用された。例えば「邑久町大窪」といった具合である。なお、字の後には、郵便番号を併記した。
- 大窪（おおくぼ）	701-4231
- 大富（おおどみ）	701-4234
- 尾張（おわり）	701-4221
- 上笠加（かみがさか）	701-4252
- 下笠加（しもがさか）	701-4247
- 上山田（かみやまだ）	701-4215
- 下山田（しもやまだ）	701-4216
- 北池（きたいけ）	701-4251
- 庄田（しょうだ）	701-4211
- 尻海（しりみ）	701-4212
- 宗三（そうさん）	701-4243
- 豊原（とよはら）	701-4223
- 豊安（とよやす）	701-4222
- 東谷（ひがしだに）	701-4224
- 福谷（ふくたに）	701-4502
- 福中（ふくなか）	701-4244
- 福元（ふくもと）	701-4241
- 福山（ふくやま）	701-4245
- 本庄（ほんじょう）	701-4214
- 豆田（まめだ）	701-4254
- 箕輪（みのわ）	701-4253
- 向山（むこうやま）	701-4233
- 虫明（むしあけ）	701-4501
- 百田（ももだ）	701-4248
- 山田庄（やまだのしょう）	701-4246
- 山手（やまて）	701-4213

#### 北島
邑久郡北島村、今城村字北島（きたしま）に由来する。上寺地区と北地地区から成る。郵便番号は701-4232である。

## 隣接していた自治体
邑久町は、東に日生町、東北に備前市、北に長船町、西から南西にかけて岡山市、南東に牛窓町と隣接していた。参考までに、行政境界の上では、瀬戸内海を挟んで香川県と接していた。

## 交通

### 鉄道路線
- 西日本旅客鉄道
  - 赤穂線 ： 邑久駅、大富駅

### 道路
町内を走る高速道路や一般国道は無い。なお、岡山ブルーラインは一般有料道路であったものの、2004年4月1日に無料化された。

#### 県道
- 岡山県道39号備前牛窓線 - 町域の中央部を南北に縦貫していた。北へ行けば長船町に入り、南へ行けば牛窓町に入った。
- 岡山県道69号西大寺備前線 - 町域の西端部の吉井川に沿うような経路の道路であった。北へ行けば長船町に入り、南へ行けば岡山市に入った。
- 岡山県道222号福谷小才線 - 備前市との行政境界であった山々を越える道であった。
- 岡山県道223号箕輪尾張線 - 町域西部の役場付近を通る道路の1つであった。
- 岡山県道224号瀬西大寺線 - 町域を東西に横断する道路であった。
- 岡山県道225号虫明長浜線 - 町域東端部の海岸付近を通る道路であった。
- 岡山県道226号牛窓邑久西大寺線
- 岡山県道227号庄田敷井線
- 岡山県道228号高助西浜線
- 岡山県道229号上阿知本庄線
- 岡山県道230号上山田鹿忍線
- 岡山県道231号神崎邑久線
- 岡山県道397号寒河本庄岡山線
  - 岡山ブルーライン ： 瀬戸内IC、邑久IC、一本松IC、虫明IC、大平山IC
- 岡山県道464号服部射越線
- 岡山県道465号大平山坂田線

#### 道の駅
- 一本松展望園 - 錦海湾に近い場所である。
- 黒井山グリーンパーク - 虫明湾に近い場所である。

## 教育
小学校と中学校は、町の合併に伴い「瀬戸内市立」に改名された。

### 小学校
- 邑久町立今城小学校
- 邑久町立邑久小学校
- 邑久町立玉津小学校 - 2013年に廃校にされた。建物は「日本ITビジネスカレッジ」という専門学校として再利用された。
- 邑久町立裳掛小学校

### 中学校
- 邑久町立邑久中学校

### 高等学校
- 岡山県立邑久高等学校

## 医療
- 邑久町立病院
- 国立療養所長島愛生園
- 国立療養所邑久光明園

## 寺社仏閣
- 上寺山餘慶寺の塔頭・子院・鎮守社群
  - 吉祥院
  - 明王院
  - 惠亮院（恵亮院） - 瀬戸内市指定重要文化財の毘沙門天立像が有る。
  - 定光院
    - 聖天堂

  - 圓乗院（円乗院）
  - 餘慶寺会館
  - 辯天社
  - 餘慶寺本堂 - 国の重要文化財
  - 本乗院
  - 餘慶寺三重塔 - 岡山県指定の重要文化財である。
  - 餘慶寺薬師堂 - 重要文化財の薬師如来坐像、観音菩薩立像、十一面観音菩薩立像が有る。
  - 豊原北島神社
    - 稲荷神社
    - 気比神社
    - 天神社

## 名所・旧跡・観光スポット・祭事・催事
- 竹久夢二の生家 - 夢二郷土美術館の分館として利用。
- 門田貝塚 - この貝塚の周辺は「門田貝塚史跡公園」として整備された。
- 岡山いこいの村
- 邑久バルーンミーティング - 合併後は、瀬戸内バルーンフェスティバルと改名された。

## 邑久町出身の有名人
- 宇喜多直家（戦国武将）
- 竹久夢二（画家）
- 竹田喜之助（人形師）
- 緑川洋一（写真家）